# Dominique Lorenz
Dominique Lorenz (* 3. Juli 1966 in München) ist eine deutsche Schauspielerin und Drehbuchautorin.

## Leben
Dominique Lorenz studierte Germanistik und Theaterwissenschaften und absolvierte eine Schauspielausbildung an der Theaterakademie in Ulm und bei Dominic de Facio in Los Angeles.
Seit 1990 stand sie im Theater Die Färbe in Singen, der Komödie im Bayerischen Hof, der Neuen Schaubühne und dem Theater 44 in München auf der Bühne.
Ab 1993 ist sie auch in zahlreichen deutschen Fernsehserien wie u. a. Ein Fall für zwei, SOKO 5113, Der Alte, Die Rosenheim-Cops oder Sturm der Liebe zu sehen.
Zudem ist sie seit 2001 als Drehbuchautorin tätig.

## Persönliches
Verheiratet war sie mit dem Schauspieler Philipp Brammer, der am 28. Juli 2014 bei einer Bergtour im Alter von 44 Jahren tödlich verunglückte. Aus dieser Ehe gingen zwei Töchter hervor.
Dominique Lorenz lebt in München.

## Filmografie (Auswahl)
- 1993: Ein Fall für zwei – Böses Erwachen
- 1994: Happy Holiday – Fremde Federn
- 1994: Weißblaue Wintergeschichten – Klassentreffen/Seitensprünge
- 1995: Faust – Tödliche Route
- 1995: Kriminaltango – Der Rosenkavalier
- 1996: Auf Achse – Viehdiebe
- 1997: Ein Fall für zwei – Falsche Komplizen
- 1997: Solo für Sudmann – Beim Barte des Propheten
- 1997: Aus heiterem Himmel – Ein Kinderspiel
- 1998: Auch Männer brauchen Liebe
- 1999: Ein Fall für zwei – Schwarzgeld
- 1999: SOKO 5113 – ... oder Schickl stirbt
- 1999: Forsthaus Falkenau – Aller Anfang ist schwer
- 1999: Die Kommissarin – Die grosse Versuchung
- 2000: Siska – Der Erlkönig
- 2000: Die Rettungsflieger – Nachwuchs im Team
- 2001: Der Alte – Bittere Rache
- 2001: Himmlische Helden
- 2001: Der Alte – Das zweite Leben
- 2002: SOKO 5113 – Henkersmahlzeit
- 2004: Polizeiruf 110 – Vater unser
- 2005: Der Alte – Die Farbe des Todes
- 2006: Ein Fall für zwei – Blutige Liebesgrüße
- 2007: SOKO 5113 – Ein Leben für die Kunst
- 2010: SOKO 5113 – Der Fluch der bösen Tat
- 2011: Der Film deines Lebens
- 2012: Die Rosenheim-Cops – Frostiger Tod
- 2013: Einmal Leben bitte
- 2013: Wer hat Angst vorm weißen Mann?
- 2015: SOKO 5113 – Die grüne Schlange
- 2016: Die Rosenheim-Cops – Haarscharf ins Herz
- 2017: Sturm der Liebe – Eiszeit
- 2017: Sturm der Liebe – Schwanger!
- 2018: Venus im vierten Haus
- 2020: Eine harte Tour (Fernsehfilm)
- 2020: Das Tal der Mörder (Fernsehfilm)
- 2021: Eine Liebe später (Fernsehfilm)

## Theater (Auswahl)
- 1990–1992: Theater Die Färbe in Singen
- 1992–1994: Komödie im Bayerischen Hof
- 1993–1996: Neue Schaubühne München
- 1997: Theater 44 in München
- 1998–2000: Komödie im Bayerischen Hof
- 2001–2002: Münchner Tournee mit Avanti, Avanti
- 2007: Die "scene", Tournee
- 2009–2010: Komödie im Bayerischen Hof, Der Diener zweier Herren

## Drehbuchautorin
- 2001: Himmlische Helden[1]
- 2012: Das Wunder von Merching[2]
- 2013: Einmal Leben bitte[3]
- 2013: Wer hat Angst vorm weißen Mann?[4]
- 2015: Sturköpfe[5]
- 2016: Marie räumt auf[6]
- 2016: Wenn es Liebe ist
- 2018: Venus im vierten Haus

## Auszeichnungen
- 2020: Deutscher Fernsehpreis für Eine harte Tour, Kategorie: Bestes Buch Fiktion